# Ханов, Александр Александрович
Алекса́ндр Алекса́ндрович Ха́нов (29 апреля (12 мая) 1904, Санкт-Петербург, Российская империя — 30 августа 1983, Москва, СССР) — советский актёр театра и кино. Народный артист СССР (1973). Лауреат трёх Сталинских премий (1941, 1947, 1949).

## Биография
Александр Ханов родился 29 апреля (12 мая) 1904 года в Санкт-Петербурге.
В 1920—1921 годах работал подручным мастера на электрической станции Варшавского вокзала в Петрограде, в 1921—1922 — вагоноприёмщик на складах имени А. Бадаева, в 1922 — монтёром на дроболитейном заводе Всероссийского Союза охотников в Петрограде.
В 1922—1923 годах учился в Институте живого слова на ораторском отделении у П. П. Гайдебурова. В 1923 году поступил в Студию Государственного Передвижного театра под руководством П. П. Гайдебурова и Н. Ф. Скарской (Петроград).
С 1924 года — артист учебно-производственной мастерской Театра Революции, школы юниоров в Москве. В 1925 году был приглашён С. М. Эйзенштейном в Первый рабочий театр Пролеткульта, где работал до 1935 года.
C 1935 по 1979 год — снова актёр Театра Революции (ныне — Московский театр имени Вл. Маяковского).
Снимался в кино с 1939 года.
Работал на радио, принимал участие в озвучивании мультфильмов.
Александр Александрович Ханов умер 30 августа 1983 года в Москве на 80-м году жизни. Похоронен на Ваганьковском кладбище (закрытый колумбарий, секция 21).

### Семья
- Жена — Марина Петровна Ханова (? — 1981), педагог сценической речи во ВГИКе.

## Звания и награды
- Заслуженный артист Узбекской ССР (1943)[4]
- Заслуженный артист РСФСР (1947)
- Народный артист РСФСР (1954)[5]
- Народный артист СССР (1973)
- Сталинская премия первой степени (1941) — за исполнение роли Кузьмы Минина в фильме «Минин и Пожарский» (1939)
- Сталинская премия первой степени (1947) — за исполнение роли Шульги в спектакле «Молодая гвардия» по А. А. Фадееву в МАДТ им. В. Маяковского
- Сталинская премия второй степени (1949) — за исполнение роли Добротворского в спектакле «Закон чести» А. П. Штейна в МАДТ им. В. Маяковского[6]
- Медаль «За доблестный труд. В ознаменование 100-летия со дня рождения Владимира Ильича Ленина»
- Медаль «За доблестный труд в Великой Отечественной войне 1941—1945 гг.»
- Медаль «В память 800-летия Москвы»

## Театральные работы

### Театр Пролеткульта
- «По ту сторону щели» А. Н. Афиногенова — Друмонд[3]
- «Гляди в оба!» А. Н. Афиногенова — Басов
- «Малиновое варенье» А. Н. Афиногенова — Шмелёв

### Театр Революции
- 1939 — «Таня» А. Н. Арбузова — Игнатов
- 1941 — «Весна в Москве» В. М. Гусева — Михаил Гаранин
- 1942 — «Фронт» А. Е. Корнейчука — Огнев
- 1944 — «Капитан Костров» А. М. Файко — капитан Костров
- 1947 — «Молодая гвардия» по А. А. Фадееву — Матвей Константинович Шульга[3]
- 1948 — «Хлеб наш насущный» Н. Е. Вирты  — Сила Силыч Тихой, председатель колхоза «Новины»
- 1948 — «Закон чести» А. П. Штейна — Алексей Алексеевич Добротворский[3]
- 1949 — «Леди и джентльмены» Л. Хеллман — Маркус Хаббард
- 1954 — «Гамлет» У. Шекспира — первый могильщик
- 1955 — «Гостиница „Астория“» А. П. Штейна — Василий Фролович Коновалов
- 1955 — «Персональное дело» А. П. Штейна — Ион Лукич Черногубов
- 1957 — «Человек в отставке» А. В. Софронова; постановка В.  Дудина — Дмитрий Сергеевич Крымов, секретарь обкома КПСС
- 1960 — «Иркутская история» А. Н. Арбузова — Сердюк
- 1961 — «Медея» Еврипида — Креонт
- 1966 — «Царь Эдип» Софокла — Эдип
- 1972 — «Дядюшкин сон» Ф. М. Достоевского — Москалёв
- 1977 — «Да здравствует королева, виват!» Р. Болта  — Клод Нау
- «Гибель эскадры» А. Е. Корнейчука — Стрыжень
- «Иван Болотников» Г. Добржанского  — И. И. Болотников
- «Садовник и тень» Л. М. Леонова — Макавеев
- «Современные ребята» М. Ф. Шатрова — шофёр Климов
- «Дорога свободы » Г. Фаста — Гидеон Джексон

## Фильмография
1. 1939 — Минин и Пожарский — Кузьма Минин
2. 1940 — Суворов — Платоныч
3. 1946 — Наше сердце — Зуров
4. 1947 — Поезд идёт на восток — пассажир в вагоне-ресторане
5. 1949 — Падение Берлина — Николай Александрович Булганин
6. 1950 — Далеко от Москвы — Кузьма Кузьмич Тополёв
7. 1953 — Серебристая пыль — Чарлз Армстронг
8. 1955 — Урок жизни — член райкома
9. 1956 — Человек родился — Степан Георгиевич, отец Виталия
10. 1959 — Майские звёзды — генерал Сергей
11. 1964 — Космический сплав — Иван Шапкин
12. 1965 — Залп «Авроры» — Посол
13. 1965 — Гибель эскадры — боцман Бухта
14. 1966 — Королевская регата — Алексей Иванович
15. 1969 — Цветы запоздалые — Никифор
16. 1970 — В поле напряжения — профессор Колкин
17. 1970 — Случай с Полыниным — Балакирев-старший
18. 1971 — Молодые — отец Алексея и Семёна Николаевых
19. 1971 — Пой песню, поэт… — мельник

### Телеспектакли
- 1967 — Медея — Креонт
- 1969 — Оптимистическая трагедия — Вожак
- 1971 — Конкурс продолжается. Иоганн Себастьян Бах — Иоганн Себастьян Бах

### Озвучивание мультфильмов
- 1955 — Ореховый прутик — Фаурар
- 1958 — Золотые колосья — мельник / дерево / ветер
- 1959 — Три дровосека — Лапоть
- 1968 — Хочу бодаться! — Лось (новелла «Услужливый») / Индюк (новелла «Хочу бодаться»)
- 1970 — Сказка сказывается — Водяной
- 1975 — Конёк-Горбунок — Чудо-юдо Рыба-кит
- 1991 — Приключения волшебного глобуса, или Проделки ведьмы — Фаурар

### Озвучивание фильмов
- 1972 — Воскресный музыкант (музыкальный фильм) — читает текст